# 서부경찰
"서부경찰"(일본어: 西部警察, 세이부케이사츠)는 1979년 10월 부터 1984년 10월 까지 일본의 TV 아사히에서 방송되었던, TV 아사히(당시 전국 아사히 방송)과 이시하라 프로모션 제작의 텔레비전 드라마이다. 총 3시리즈와 스페셜 드라마가 방송되었다.
- 티비 시리즈 『서부 경찰』 (1979년 10월 14일 - 1982년 4월 18일)
- 티비 시리즈 『서부 경찰 PART-II』 (1982년 5월 30일 - 1983년 3월 20일)
- 티비 시리즈 『서부 경찰 PART-III』 (1983년 4월 3일 - 1984년 10월 22일)
- 티비 시리즈 『서부 경찰 SPECIAL』 (2004년 10월 31일)

## 개요

### 줄거리
도쿄 조사이(城西, 시부야구, 미나토구, 신주쿠구, 메구로구 일대) 지구를 관할하는 경시청 서부(세이부) 경찰서의 수사과장인 다이몬 케이스케 부장형사(와타리 테츠야 분)와 그의 부하들은 '다이몬군단'이라 불리며, 범죄자들에게 두려움의 대상으로, 때로는 도전의 대상으로 널리 이름을 떨쳤다. 이를 뒤에서 받쳐주는 수사부장 코구레 겐조 경시(이시하라 유지로). 그와 세이부 경찰서 멤버들은, 강한 의지와 끈끈한 연을 무기로 흉악 범죄에 맞서는데...

### 특징
일본테레비에서 1976년부터 방송했던 『다이도카이(大都会)』 시리즈로 성공을 거둔 이시하라 프로모션이, 이 작품의 세번째 시리즈(大都会 PARTIII)의 설정 및 캐스팅을 그대로 이어 방송사를 아사히TV로 옮겨 제작한 작품이다. 서부경찰은, 화려한 액션신과 카 스탠드, 거액을 들인 폭파 신 등의 인기 요소로, 5년간 방송되어온 80년대일본 형사물을 대표하는 장기 시리즈물 중 하나이다.
"서부경찰"이라는 명칭은, '서부극과 같은 이미지의 형사 드라마'의 컨셉에서 유래했으며, 당시 방송시간대의 테레비 아사히의 방송광고 등에는 '콘크리트 웨스턴'(콘크리트는 현대적인 도시의 비유)이라는 말이 붙었다.

### 제작비 충당 문제
총격전이나 카 체이스, 폭파 신 등이 매주 전개되었던 이 작품은, 제작비의 충당 방식이 여느 방송과는 다른 방식이었다.
종래의 민간 방송은, 거의 모든 방송이 스폰서와 방송국 사이에 광고대리점이 낀 형태로, 광고대리점이 방송의 내용에 주문을 넣거나, 스폰서료의 10~20%를 수수료로 징수하는 형태를 띠고 있다. "다이토카이" 시리즈보다 큰 스케일의 드라마를 만들고자 생각했던 이시하라 프로모션은, 스폰서료 징수를 위해 테레비 아사히와 직접 계약하는, 당시로서는 획기적인 방법을 썼다. 이 경우, 광고대리점에게 반드시 수수료가 빠져나가는 리스크가 없어져, 그 부분을 제작비에 충당할 수 있었다. 방송국이 니혼테레비에서 테레비 아사히로 옮겨진 이유는, 이 방식을 테레비 아사히가 이시하라 프로모션에 제시했기 때문이다.
단, 이시하라 프로모션 자체만으로는 폭넓게 스폰서를 받는 것이 어려웠기 때문에, 이시하라 프로모션은 도큐 에이전시에 스폰서 총괄을 위탁했다. 결과로서 당시 덴츠 또는 하쿠호도가 소유했던 방송 시간대를 세이부 경찰이 방송되었던 당시에는 도큐 에이전시가 소유할 수 있었다. 이 방식을 뒤에서 지원했던 사람이 이시하라 유지로의 형인 이시하라 신타로였으며, 방송의 대히트와 더불어, 이시하라 프로모션은 30억원의 자산을 형성할 수 있었다고 한다.

## 스폰서 기업
닛산 자동차
드라마에 나오는 특수 차량을 비롯한 차량 전체를 제공했다. 그 외에 촬영 장소의 제공, 지방 로케 때에 닛산의 판매회사 각자의 사장 및 스탭이 출연하였다.
트럭 및 버스는 당시 그룹 자회사였던 닛산 디젤 공업 (현 UD트럭스)의 차량을 사용했다. 한편, 범인이 사용하는 차나 일부 고급차는 캐딜락이나 포드 등의 미국제 차가 기용되기도 했다.
도큐 그룹
도큐 전철
도요코 선, 도쿄 메트로 히비야 선의 나카메구로 역 하행 홈
사쿠라기초역 도요코 선 홈(현재는 폐역)
시부야 109
도큐 문화회관(東急文化会館)
도아국내항공 (니혼 에어 시스템 → 현 일본항공)
지방 로케 시, 다이몬 부장형사의 이동에는 TDA(도아국내항공)의 비행기가 사용되었다. 2004년 방송된 『서부 경찰 SPECIAL』 에서는 경영통합에 따라 JAL(일본항공)이 협력했다.
다이에
다이에
촬영 장소 제공. 다수 손님이 있는 다이에의 점포에 범인이 오토바이로 도주하는 신 등이 있었다.
로손
촬영 장소 제공.
오토백스
드라마의 차의 오일 교환 신, 지방 로케 때의 수사 탐문처나 사건의 현장 등에 오토백스의 점포가 이용되었다.
다카라 주조
홋카이도 및 교토 로케 때, 이시하라 유지로의 친구이기도 한 다카라 주조의 사장(당시)가 등장. 촬영 뒷풀이 때는 다카라 주조의 술이 이용되기도 했다.
교호산업(共豊産業, 현 교호 코퍼레이션) & 엔케이・알루미늄 휠
파트1의 59화부터, 대부분의 차량의 휠을 제공.
야에스 무선
특수 차량에 탑재된 무선기를 제공.
스즈키 자동차 공업(현 스즈키)
오토바이 협력
아사히 항양(朝日航洋, 구 아사히 헬리콥터)
헬리콥터 협력
도시바
무전기, 도청 전화 및 착신 전화 녹음 테이프, 수사과 내의 아날로그 시계 및 특수 차량 탑재 모니터.
애플 컴퓨터
수사과 내의 컴퓨터 및 범인 엔지니어가 사용하는 컴퓨터.
이데미츠 흥산
차량 주행, 폭파 신에 사용되는 가솔린의 제공.
다사키 진주(田崎真珠)
본편에서 등장하는 보석, 강도가 들어서는 보석점 등에 등장.
요네자와 완구(米澤玩具, 현 세가 토이즈)
특수 차량의 R/C, LSI 게임, 에어 건 등의 발매
아오시마 문화교재사(青島文化教材社)
특수 차량의 프라모델 시리즈를 제작 판매
체스콤(チェスコム)
전송 전화 서비스 제공(파트3)
맥도널드(니혼 맥도널드)
장소 협찬 등
히로시마 전철
파트2의 철도 노선 촬영지 제공. 당시 노선을 전면 운휴하여 로케지를 제공.

## 일본 전국 횡단 로케
서부경찰 시리즈의 특징 중 하나로 파트2,3의 일본 전국을 횡단하는 대규모 로케를 들 수 있다. 이는, 고구레 과장 역의 이시하라 유지로가, 괴리성 대동맥류에 의한 장기 투병 생활에서 복귀한 것을 기념하여, 투병 중에 자신에 성원을 보낸 전국 팬에 대한 감사의 표방을 위해, 또한 건강한 모습을 조금이라도 전국의 팬에게 보여주겠다는 의미로 벌어진 전국 로케였으며, 티비 시리즈로는 이례적인 대규모 지방 촬영이었다.

## 각종 데이터
1979년부터 1984년까지의 5년간의 방송에 따른 수치
- 제작 횟수…236화
- 평균 시청률…14.5% (간토 지구)
- 출연 배우…12,000명
- 로케지…4,500곳
- 차량통제된 도로…40,500곳
- 폭파된 헬리콥터…600기
- 부서진 차량 댓수…약 4,680대 (1화 평균 20대)
- 부서진 가옥 및 건물…320채
- 사용된 화약 양…4.8t
- 사용된 가솔린 양…12,000리터 (폭파신의 화염 발생 용도)
- 사망자…0명
- 부상자…6명
- 작성한 시말서 …45장